# Aquecimento solar

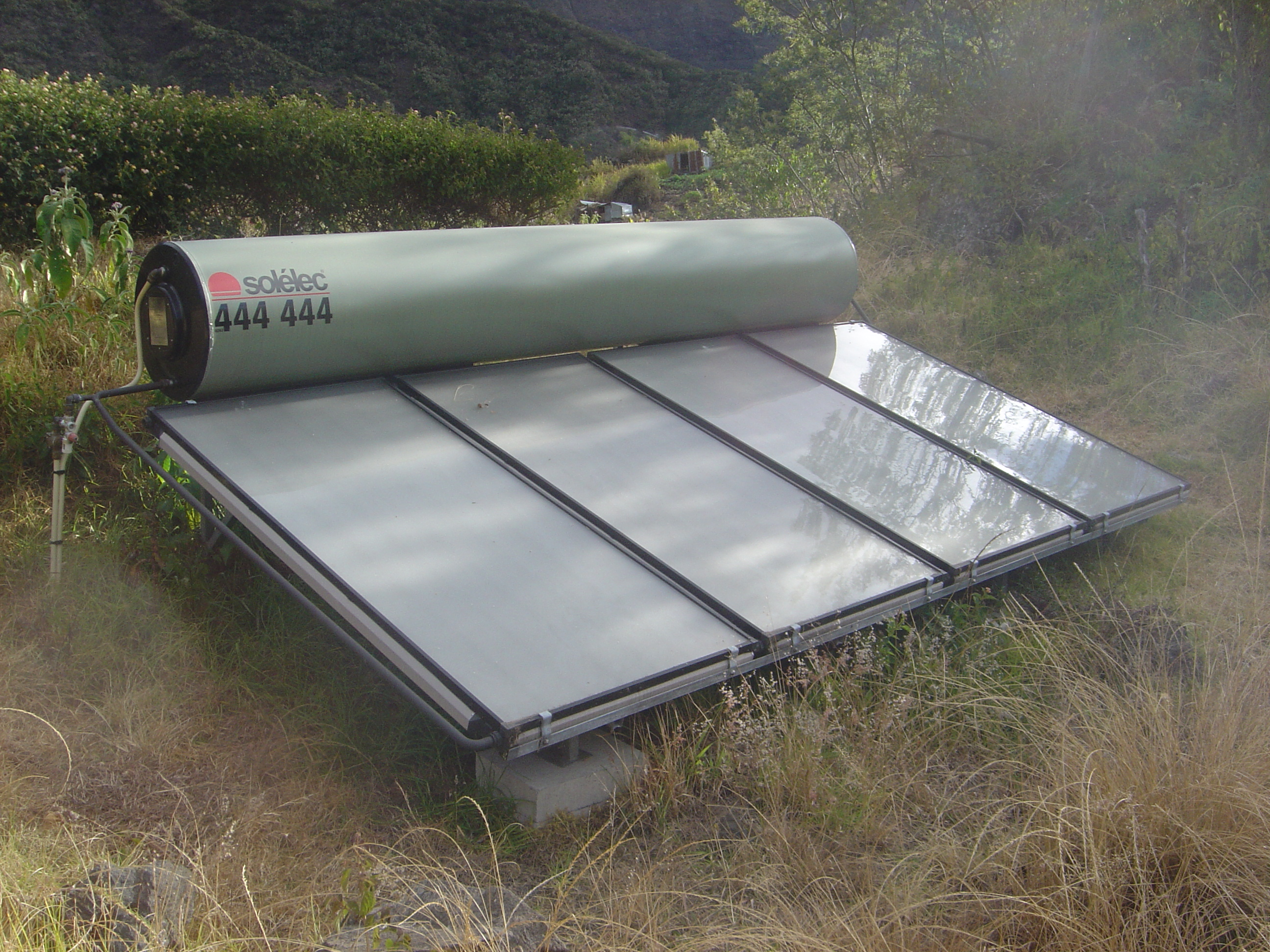
Um sistema de aquecimento solar composto por quatro coletores e um boiler.

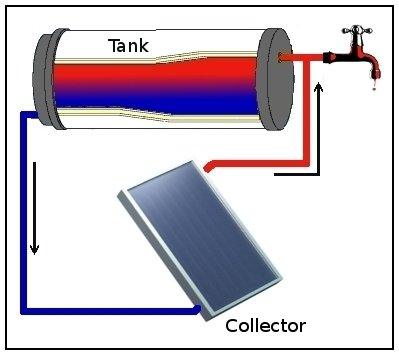
Esquema de funcionamento do termosifão. Note que é necessário fornecer também água fria, para repor a água quente utilizada, o que não está representado no esquema.

O aquecimento solar é o uso de energia solar para o aquecimento de água para banho, piscina e processos industriais, interessante ser uma fonte energética abundante e gratuita. 
O aquecimento de água pela utilização de coletores solares tem representado, assim como as células fotovoltaicas, uma das aplicações de maior viabilidade de uso, residencial ou industrialmente.
Os aquecedores solares domésticos, largamente empregados na atualidade para produção de energia térmica solar a baixas temperaturas, têm sido objeto de várias pesquisas e estudos desde a década de 1950.

## Componentes

### Coletor solar

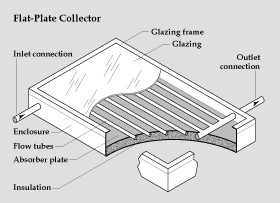
Coletor solar PTC em corte. Observe, de cima para baixo: vidro, tubos absorvedores, chapa absorvedora, isolante térmico e carcaça.

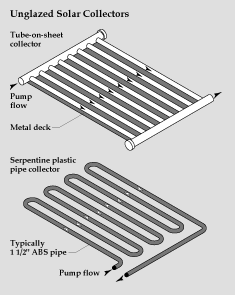
Tubos absorvedores paralelos (PTC) acima. Abaixo, tubo absorvedor em serpentina (STC).

Para aquecer água com energia solar são utilizados os coletores, e os sistemas de aquecimento geralmente possuem mais de um, ligados em paralelo por um armazenador térmico de cobre ou inox e tubos para condução de calor, geralmente o PVC (copolímero vinílico). O regime de trabalho mais utilizado é o de termosifão, mas fluxo forçado também tem uso considerável.
Os coletores dividem-se em dois grupos: os planos e os alternativos, onde os planos tem maior utilização. Em geral são constituídos por tubos absorvedores de cobre e chapa absorvedora de cobre ou alumínio, fechados por uma placa de vidro e isolados termicamente por lã de vidro. Normalmente esta grade absorvedora é construída com configuração em paralelo.
O custo dos coletores equivale a metade do custo total de um sistema de aquecimento de água. O melhor arranjo dos tubos é aquele de espaçamento zero entre estes.
Diversas grandezas podem ser atribuídas aos coletores, mas, a mais comum é sua capacidade de absorção de calor, em geral referida a área de exposição, que geralmente é de cor preta fosca.
Coletores com duas placas paralelas (TPPC) tem eficiência 6% maior que coletores com tubo em serpentina (STC) e 10% maior do que os que têm tubos paralelos (PTC).

#### Coletor solar comum

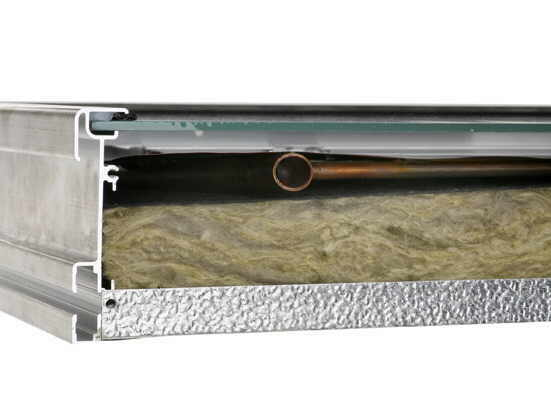
Corte de um coletor solar comum.

Um colector solar tem uma cobertura transparente. Normalmente esta área é feita de vidro temperado, com sistema de caixa de ar.
A reflexão e transferência de energia térmica para o fluido é feita através de uma placa reflectora, constituída por metais como alumínio ou cobre. Em colectores de alto rendimento é utilizado dióxido de cobre (II), silício, dióxido de silício, aço banhado a ouro ou ainda cobre banhado a níquel. Claro que estes materiais são caros e, por isso, menos utilizados.
O fluido utilizado para aquecer a água da rede é normalmente água misturada com anticongelante, para que nos dias de inverno esta água não congele, podendo danificar os sistemas caso isso acontecesse, ou glicol. Tanto a água como o glicol têm elevada capacidade térmica, sendo por isso as substâncias escolhidas nestes sistemas.
A caixa isolada, ou seja, o exterior do colector, é isolada termicamente para minimizar as perdas, e também é bastante resistente, já que é esta que irá proteger o colector dos agentes externos.

##### Funcionamento
A cobertura do colector solar é de vidro, e logo, é transparente à radiação visível. Esta radiação irá, então, entrar no colector, aquecendo o seu interior, principalmente a placa coletora. Esta, é feita de um material bom absorsor (absorve muita radiação), e logo, bom emissor (emite também muita radiação). Desta forma, a radiação solar que entrou no colector será absorvida pela placa, emitindo de seguida radiação menos energética, a infravermelha. Em princípio, acharíamos este processo de absorção/emissão pouco rentável, mas na verdade não é. O facto é que o vidro, de que é feita a cobertura, é opaco à radiação infravermelha. Logo, a energia emitida pela placa colectora não sairá facilmente do aparelho, contribuindo este processo para o aquecimento mais rápido do sistema, e logo, da água que nele circula. 
Verifica-se assim efeito de estufa. A temperatura da placa coletora irá aumentar, e este, por sua vez, irá transferir energia sob a forma de calor para a serpentina de tubos com o fluido que se encontra por baixo, até que se atinja o equilíbrio térmico entre o metal e o fluido no interior dos tubos de cobre. Como o fluido com temperatura elevada é menos denso, irá subir até ao depósito com água da rede. Ao passar no seu interior, o fluido irá transferir energia sob a forma de calor para a água no depósito. Esta, por sua vez, será utilizada na casa para as variadas tarefas. Após esta transferência, o fluido terá arrefecido, ficando mais denso e descendo de volta ao colector, onde reiniciará o seu ciclo.

#### Coletor solar a vácuo

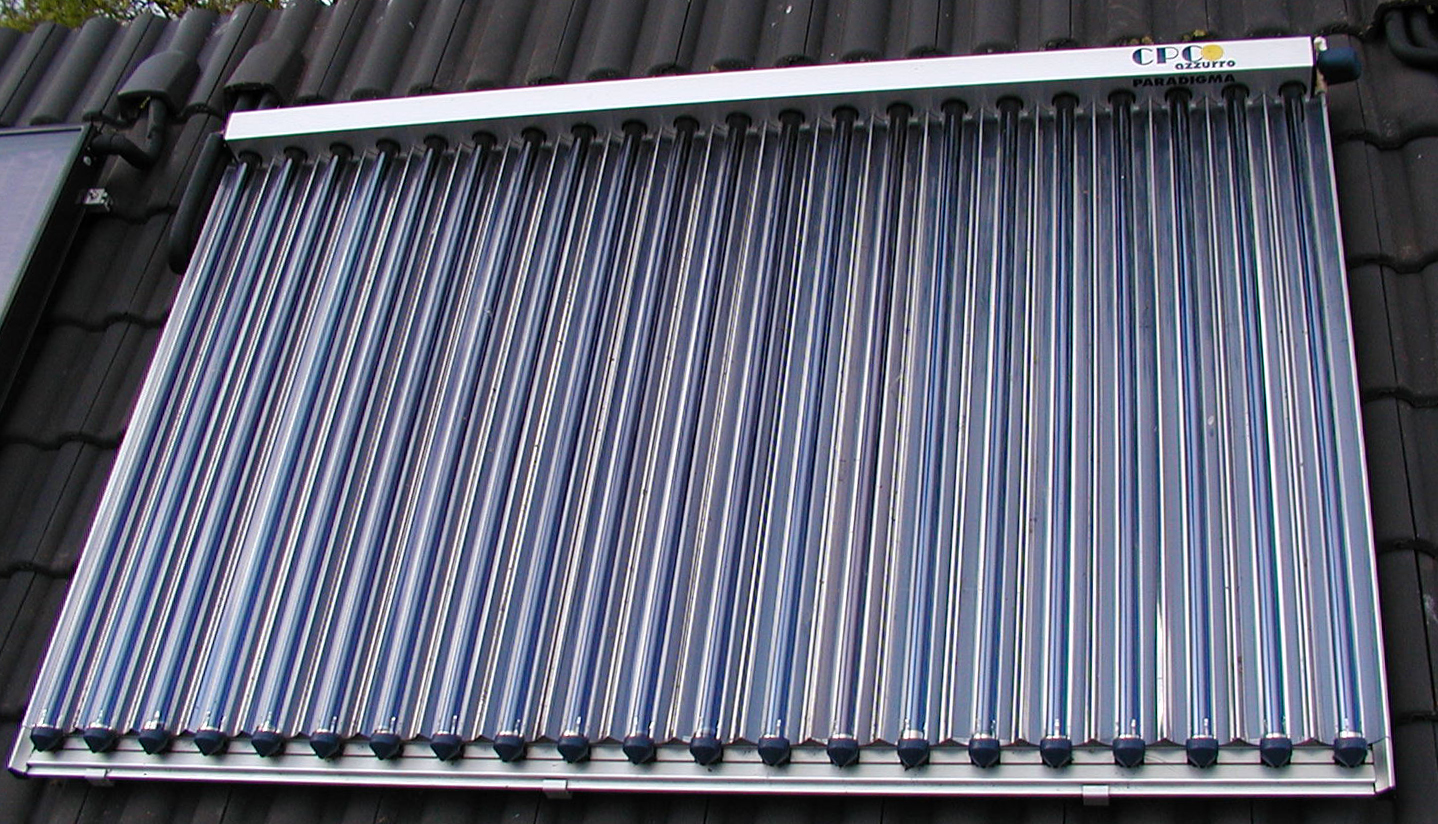
Um coletor solar a vácuo.

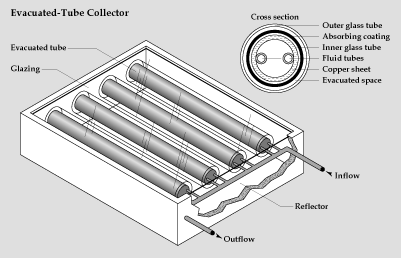
Coletor solar a vácuo em corte. Note que os tubos é que possuem a camada absorvedora, e no lugar da placa absorvedora do modelo comum há neste uma placa refletora.

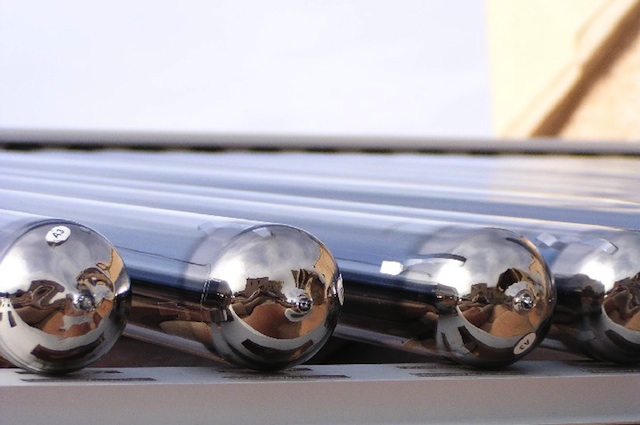
Detalhe de um coletor solar a vácuo onde se observam os tubos absorvedores.

A tecnologia de aquecimento solar para água evoluiu a partir dos meados de 1995, quando na Alemanha foram desenvolvidos os coletores solares em forma tubular com sistema de isolamento térmico a vácuo.
O aquecedor solar a vácuo recebe este nome devido ao isolamento térmico existente em seus coletores solares. São coletores compostos basicamente por dois tubos concêntricos, um interno ao outro, unidos em suas extremidades e retirado entre suas paredes todos os gases existentes, formando desta forma um vácuo, que é o melhor isolante térmico existente, mas devido à grande dificuldade para obter-se e manter condições de vácuo, é empregado em muito poucas ocasiões, limitadas em escala.
Aliado ao isolamento térmico a vácuo, temos ainda o fato de que os coletores são confeccionados em vidro borossilicato temperado que possuem capacidade de absorção da energia solar de até 96%, quase 3X superior aos vidros convencionais, possuem formato tubular que converge e amplia os raios solares para o seu interior recebendo ainda radiação solar perpendicular na maior parte do dia.
Devido a sua grande eficiência em isolamento térmico e enorme absorção da energia solar incidente, existem coletores Solares a Vácuo que atingem temperaturas de até 350 °C e aquecem a água à temperatura de 100 °C.
Existem diversas variações da tecnologia e diversos fabricantes de tubos a vácuo, os modelos mais comuns comercializados no Brasil são os tubos de 47X1500 mm e 58X1800 mm, as empresas mais especializadas no ramo oferecem ainda medidas de 58X2100 mm e 70X1700 mm, variação na pintura seletiva interna dos tubos e ainda material absorvedor e potencializador interno aos tubos como barras lacradas ou tubos de cobre.
A tecnologia de aquecimento solar a vácuo é o único meio de utilização da energia solar térmica em muitos locais do mundo onde as temperaturas são sempre muito baixas, muitas vezes abaixo de 0 °C, principalmente no hemisfério setentrional.

### Reservatório térmico

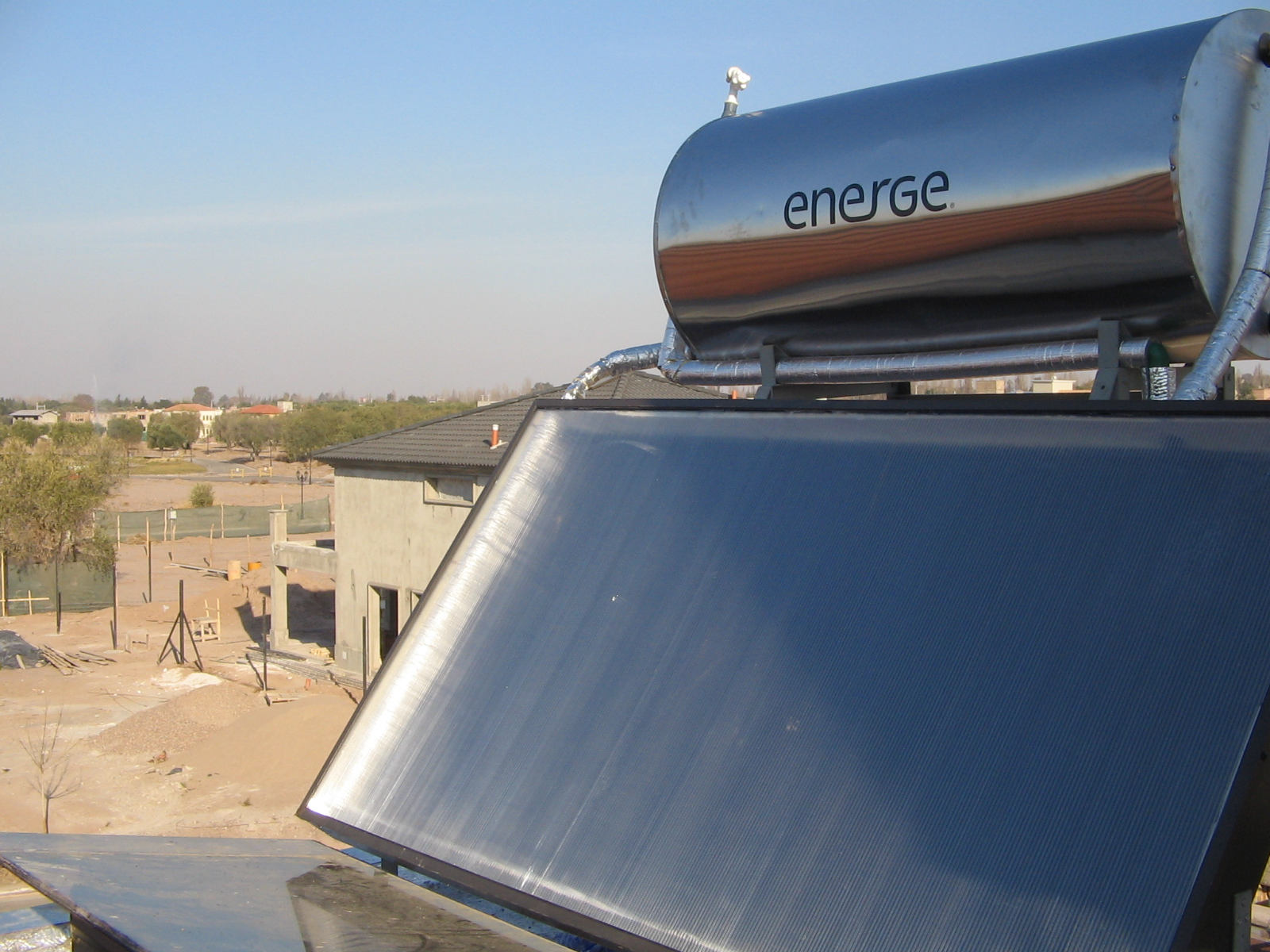
Um coletor solar com o boiler logo acima.

Os reservatórios empregados convencionalmente são nomeados boiler, e são normalmente feitos de aço inoxidável, cobre ou aço carbono, para volumes de até 15 mil litros. Possuem duas superfícies, uma interna e outra externa, separadas por um isolante térmico que em geral é a lã de vidro. Podem ser horizontais ou verticais.
Dividem-se em baixa pressão ou alta pressão:
- os de baixa pressão são mais econômicos e mais apropriados para construções onde a caixa de água fria estiver pouco acima do boiler, com no máximo 2 metros de desnível para os de cobre e 5 para os de aço inox.[1] Não podem ser pressurizados ou ligados na rede pública;[1]
- os de alta pressão são mais apropriados para sistemas pressurizados ou onde a caixa de água fria estiver muito acima do boiler, com no máximo 40 metros de desnível.[1]

O reservatório térmico é o elemento mais custoso em um sistema de aquecimento solar, custando, por exemplo R$ 1.000,00 para 200 litros em 2007 (o volume mais utilizado em residências de pequeno porte).
Deve ser instalado, se possível, no interior das habitações (para protecção atmosférica e térmica) a um nível superior aos colectores, por forma a que a canalização seja o mais vertical possivel, dispensando assim a bomba de circulação.